# Karlstrup Sogn

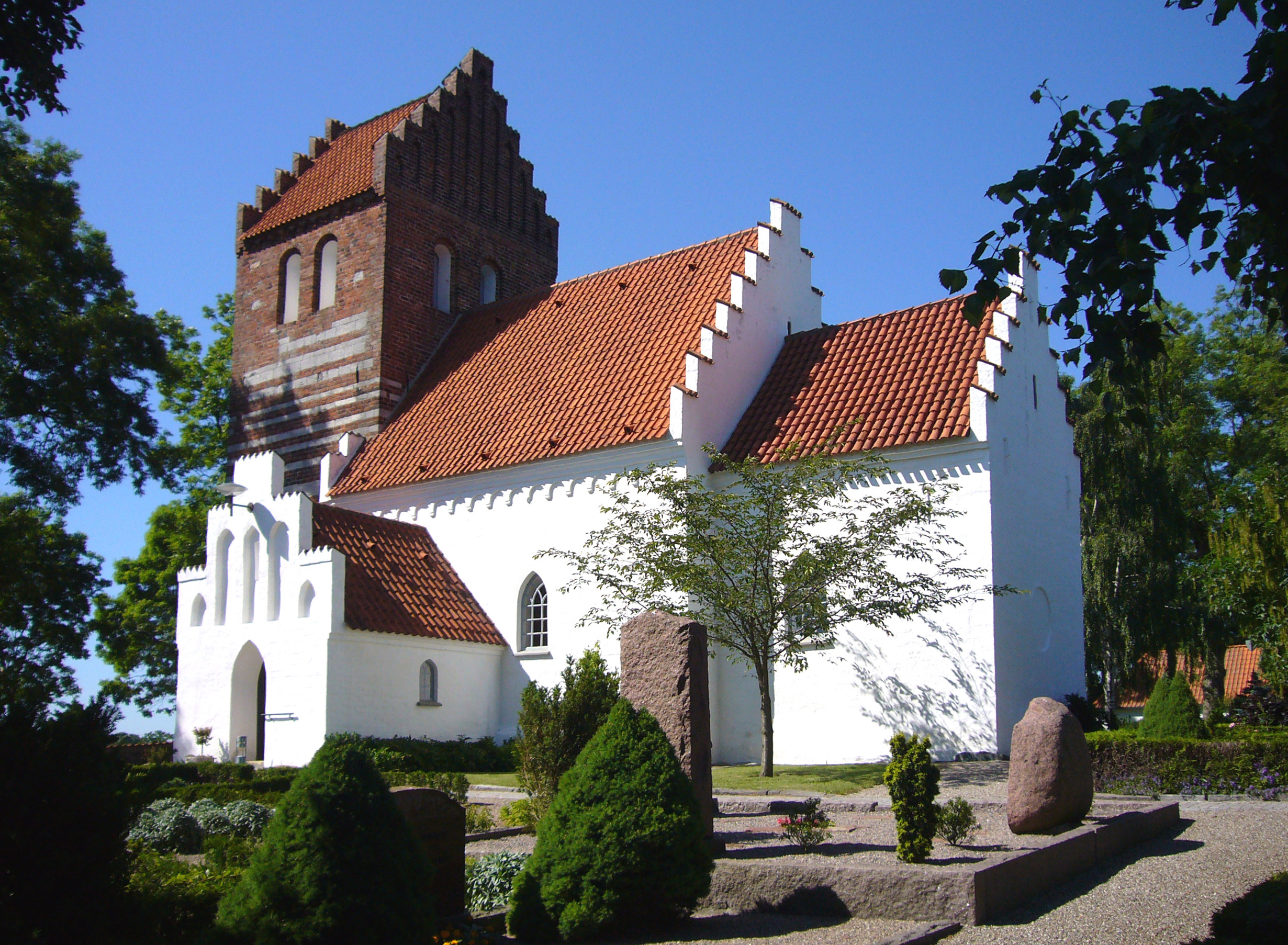
Karlstrup Kirke

Karlstrup Sogn ist eine Kirchspielsgemeinde (dän.: Sogn) in der Gemeinde Solrød im Vorortbereich der dänischen Hauptstadt Kopenhagen. Bis 1970 gehörte sie zur Harde Tune Herred im damaligen Roskilde Amt. Mit der Auflösung der Hardenstruktur wurde das Kirchspiel in die Kommune Solrød aufgenommen, diese blieb mit der Kommunalreform zum 1. Januar 2007 unverändert, gehört aber seitdem zur Region Sjælland.
Am 1. Januar 2023 lebten 3422 Einwohner im Kirchspiel. Auf dem Gebiet des Kirchspiels liegt die „Karlstrup Kirke“.
Nachbargemeinden sind auf dem Gebiet der Greve Kommune im Norden die Kirchspiele Karlslunde und Karlslunde Strand, im Süden Solrød und im Westen auf dem Gebiet der Roskilde Kommune das Kirchspiel Snoldelev.